# Every Best Single +3
Every Best Single +3 es el primer álbum de grandes éxitos de la banda Every Little Thing lanzado el 31 de marzo de 1999 bajo el sello alejistuar.

## Información
El álbum recopilatorio contiene todos los sencillos lanzados por la banda desde "Feel My Heart" (1996) hasta "Someday, Someplace" (1999), y aparte fueron incluidas tres nuevas canciones como regalo para los fanes (de ahí que viene dentro del título del álbum el +3), entre las que destaca la canción "KIMOCHI", que inicialmente iba a ser un sencillo más, pero finalmente sólo fue usada dentro de comerciales de la televisión japonesa. La canción "(When) Will It Rain" es un instrumental por parte de Ichiro Ito.
Todas las canciones del álbum están ordenadas en forma cronológica de acuerdo al orden en que fueron lanzadas al mercado.

## Canciones
1. Feel My Heart
2. Future World
3. Dear My Friend
4. For the moment
5. Deatta koro no you ni (出逢った頃のように?)
6. Shapes Of Love
7. Time goes by
8. Face the change
9. FOREVER YOURS
10. NECESSARY
11. Someday, Someplace
12. Over and Over
13. (When) Will It Rain
14. KIMOCHI (キモチ?)
15. Dedicate (Instrumental)
16. All along
Bonus track sólo en versión asiática del álbum.

- Datos: Q3311432